# Bela-Bela
Bela-Bela (bis 2002 Warmbaths oder Warmbad) ist eine Stadt in der südafrikanischen Provinz Limpopo. Sie befindet sich in der gleichnamigen Gemeinde im Distrikt Waterberg. Die Stadt hat 45.001 Einwohner (Stand: 2011). Der Name kommt vom Nord-Sotho-Begriff bela, der ‚kochend‘ bedeutet. Er bezieht sich auf die natürlichen heißen Quellen, für die Bela-Bela bekannt ist. Etwa 22.000 Liter 53 °C warmes Wasser strömen pro Stunde aus der Quelle. Das Quellwasser beinhaltet viel Natriumchlorid, Calciumcarbonat und andere Salze, die für die Behandlung von rheumatischen Erkrankungen als förderlich angesehen werden.

## Geografie
Bela-Bela liegt an der Grenze zu Gauteng etwa 100 Kilometer nördlich von Pretoria und befindet sich auf einer Höhe von 1098 Metern über dem Meeresspiegel.
Die durchschnittliche Niederschlagsmenge in Bela-Bela beträgt 478 Millimeter. Der meiste Niederschlag fällt im Sommer (November bis März). Die geringste Niederschlagsmenge gibt es mit durchschnittlich 0 Millimetern im Juni. Der meiste Niederschlag fällt im Januar (94 Millimeter). Die durchschnittliche Höchsttemperatur in Bela-Bela variiert von 19,9 °C im Juni bis zu 28,7 °C im Januar. Der kälteste Monat ist der Juli. Hier liegen die durchschnittlichen Tiefsttemperaturen nachts bei 2,7 °C.

## Geschichte
Die Thermalquellen wurden Anfang des 19. Jahrhunderts von den Tswana entdeckt. Im Jahr 1873 geriet die Lokalität mit ihren Quellen in das Interesse des damaligen ZAR-Präsidenten Thomas François Burgers, der das für Kurzwecke geeignete Gebiet für die Republik kaufen wollte. Nach anfänglichem Zögern gelangte es doch in staatliches Eigentum. Der Ort wurde 1882 mit dem Namen Hartingsburg proklamiert.
1882 wurde der Kurort Hartingsburg bei den Quellen und auf den Arealen der Farmen Het Bad, Noodshulp, Roodepoort und Turfbult gegründet. Allerdings hatte Hartingsburg bis auf die Besucher der Quellen kaum Einwohner, da die meisten Menschen den Hauptort des Distrikts, Nylstroom, vorzogen.
1903 benannte die britische Regierung den Ort um in Warmbaths; im Volksmund wurde der Ort bereits vorher so genannt. 1960 bekam der Ort das Stadtrecht. Danach begann sich die Tourismusbranche zu entwickeln.